# 小頭長鼻鰨
小頭長鼻鰨為輻鰭魚綱鰈形目鰨亞目鰨科的其中一種，為亞熱帶魚類，分布於西南太平洋澳洲新南威爾斯半鹹水、海域，棲息深度3-43公尺，體長可達22公分，棲息在泥底質河口及海灣底層水域，生活習性不明。

## 扩展阅读
維基物種上的相關：小頭長鼻鰨